# Ernest Duchesne
Pour les articles homonymes, voir Duchesne.
Ernest Duchesne, né le 30 mai 1874 à Paris 13e et mort le 12 avril 1912 à Amélie-les-Bains-Palalda, est un médecin français qui découvrit que certaines moisissures pouvaient neutraliser la prolifération de bactéries.
Il fit cette découverte, qui resta inappliquée, trente-deux ans avant celle d'Alexander Fleming, qui montra en 1929 les propriétés antibiotiques in vitro de la pénicilline, substance également produite par une moisissure.

## Biographie
Ernest Duchesne est le second des trois enfants d'Ernest Augustin Duchesne, ingénieur chimiste, propriétaire d'une tannerie à proximité de la place d'Italie. La Bièvre, qui coule alors à ciel ouvert, alimente en eau la tannerie : le traitement des peaux est une activité dangereuse et son père meurt précocement, sans doute de la maladie du charbon (en anglais anthrax).
Ernest Duchesne est inscrit au lycée Charlemagne, puis comme pensionnaire au lycée Michelet de Vanves. C'est un élève doué et il est lauréat du Concours général en histoire naturelle en juin 1892.
Sa famille fréquente le docteur Calmette et, grâce à son appui, il est accepté à l’École du service de santé militaire de Lyon en 1894. Il est attiré par la bactériologie et le professeur de microbiologie, Gabriel Roux, lui propose d'étudier « la concurrence vitale entre micro-organismes et en particulier pour ce qui concerne un antagonisme possible entre les microbes et les moisissures ». Sa thèse, Contribution à l’étude de la concurrence vitale chez les micro-organismes : antagonisme entre les moisissures et les microbes, qu'il défend le 17 décembre 1897, est reçue avec tous les honneurs : note 20, félicitations du jury, mention “très bien” et citation à l'ordre du service de santé militaire. Il n'en demeure pas moins que ce travail sombre rapidement dans l'indifférence totale.
Duchesne fait son internat au Val-de-Grâce avant d'être nommé médecin aide major  de 2e classe (avec le grade de sous-lieutenant) dans le 2e régiment de hussards de Senlis. Le 12 janvier 1901, il épouse à Cannes Rosa Lassalas : elle a 20 ans, habite le boulevard de la Croisette et meurt en Suisse en 1903 de la tuberculose. De santé fragile, très affecté par la disparition de sa femme, il souffre d'une congestion pulmonaire du côté droit et est placé en infirmité temporaire jusqu'en 1904. Rappelé à l'activité, il est promu médecin major de 2e classe le 23 juin 1907, mais sa santé décline toujours et, « atteint d'une pneumonie serpigineuse et de nature probablement virale », il est mis en disponibilité le 27 novembre 1907. Il s'isole pour éviter toute contamination. L'armée l'envoie dans un centre de soin à Amélie-les-Bains, où il meurt le 12 avril 1912. Il est enterré dans le cimetière du Grand Jas à Cannes, aux côtés de son épouse.

## Objet de la thèse
C'est la première étude, en France, considérant les possibilités thérapeutiques des moisissures résultant de leur activité antimicrobienne. En particulier, Duchesne étudie l'interaction entre Escherichia coli et Penicillium glaucum, prouvant que ce dernier peut éliminer la première dans une culture contenant ces deux seuls organismes. Il prouve également qu'un animal inoculé avec une dose mortelle de bacilles de la fièvre typhoïde est exempt de maladie s'il a été préalablement inoculé avec Penicillium glaucum. Il demande que des recherches plus approfondies soient effectuées, mais l'armée, après lui avoir délivré son diplôme, ne fait aucune autre recherche dans ce domaine prometteur. Duchesne ne remettra plus les pieds dans un laboratoire.
C'est en 1946 que Ramon et Richou publient un  article dans la revue Le Progrès Médical, où ils rappellent l'antériorité des travaux de Duchesne. En 1949, l’Académie nationale de médecine le reconnaît comme le précurseur de la thérapie au moyen des antibiotiques, l’une des plus grandes découvertes du XXe siècle. Son nom a été donné à la promotion 1983 de l'École du service de santé des armées de Lyon-Bron.

## Citations extraites de la thèse
«  Toutes ces expériences aboutissent aux mêmes résultats: la présence de bactéries dans un milieu où l'on cultive des moisissures est pour ces dernières une cause de destruction rapide, quand bien même ces moisissures auraient eu le temps de s'accoutumer au milieu nutritif avant l'apport des microbes. (...). En résumé, la lutte pour la vie entre les moisissures et les bactéries semble tourner au profit de ces dernières. (...). Dans toutes les expériences qui précèdent, ce que nous constatons, c'est le résultat brutal de la lutte ; les moisissures disparaissent ; mais rien ne dit qu'avant de périr elles n'aient porté une atteinte quelconque à la virulence des microbes et peut-être à leurs propriétés pathogènes. Dans le but de voir si en effet il en résultait une diminution dans la virulence des microbes, nous avons inoculé à des cobayes des cultures de microbes pathogènes, simultanément avec des cultures de moisissures. (...) D'où peut venir cette concurrence vitale entre les champignons et les bactéries ? Est-ce que les produits toxiques fabriqués par les microbes sont un poison pour les moisissures ou bien les conditions d'existence pour ces deux espèces végétales, si semblables sur bien des points, diffèrent-elles en d'autres points que, selon les cas, telle ou telle espèce l'emportera ? (...) L'antagonisme existe d'une façon très nette entre les moisissures et les microbes ; la victoire appartient le plus souvent aux bactéries, non parce que ces dernières sont favorisées par leurs toxines, mais parce qu'elles ont une activité vitale, végétative et reproductrice, beaucoup plus grande que les moisissures et qu'elles s'approprient très rapidement les substances nutritives au détriment des moisissures. (...) Enfin, de même que dans ces derniers temps on a publié des faits très intéressants d'association microbienne, il y aurait peut-être lieu de rechercher s'il n'existe pas de pareilles associations entre les moisissures et de celles-ci avec les bactéries pouvant intéresser soit le médecin, soit l'hygiéniste. (...)  Il semble, d'autre part, résulter de quelques-unes de nos expériences, malheureusement trop peu nombreuses et qu'il importera de répéter à nouveau et de contrôler, que certaines moisissures (Penicillum glaucum), inoculées à un animal en même temps que des cultures très virulentes de quelques microbes pathogènes (B.coli et B.thyphosus d'Eberth), sont capables d'atténuer dans de très notables proportions la virulence de ces cultures bactériennes (...) On peut donc espérer qu'en poursuivant l'étude des faits de concurrence biologique entre moisissures et microbes, étude seulement ébauchée par nous et à laquelle nous n'avons d'autre prétention que d'avoir apporté ici une très modeste contribution, on arrivera, peut-être, à la découverte d'autres faits directement utiles et applicables à l'hygiène prophylactique et à la thérapeutique.  »
Les derniers mots de la phrase ci-dessus prouvent sans ambiguïté que Duchesne est pleinement conscient de sa découverte.

La souche de moisissure étudiée par Duchesne n'ayant pas été conservée, sa nature (Penicillium glaucum) ne peut être vérifiée. 

La substance antibiotique dont l'activité vis-à-vis d'Escherichia coli et de Salmonella a été mise en évidence par Duchesne ne peut pas être la pénicilline, celle-ci étant inactive vis-à-vis de ces Entérobactéries.

## Une découverte inexploitée
On peut se demander pourquoi cette thèse remarquable et remarquée par un jury compétent sombre dans l'indifférence totale.
- Motifs personnels : Ernest Duchesne est un homme très réservé ; il annonce que ses expériences ne constituent qu'une ébauche de travaux futurs à poursuivre. Il semble aussi avoir décroché, quelque chose s'est passé ; la fin de son stage d'application à l'hôpital du Val-de-Grâce est sanctionnée par un classement décevant de 48e sur la promotion de 62 stagiaires. Sa santé défaillante, ainsi que celle de son épouse et le chagrin qui le mine lors de son décès, y sont peut-être pour quelque chose.
- Attitude de son directeur de thèse : après le départ de Duchesne de son laboratoire, Roux n'a jamais poursuivi les travaux de son étudiant, il ne les a jamais mentionnés dans ses écrits et il ne les a pas intégrés dans la liste des thèses importantes qu'il a dirigées dans son curriculum vitæ pour présenter sa candidature à la chaire de parasitologie et microbiologie[6]. 
Pourquoi ? Une des raisons se trouve évidemment dans la personnalité du patron, le professeur Roux. L'homme est un pédagogue hors pair. « Esprit universel, curieux de tout, animé d'un don d'observation en toutes circonstances, chercheur largement ouvert aux nouveautés, Gabriel Roux a pourtant eu une carrière décevante[7]. » Ce touche-à-tout est un homme dispersé (on lui doit plus de 160 publications), maladivement effacé, dont l'ambition a pris les dimensions de son laboratoire. À Lyon, il est responsable de la qualité de l'eau et cela lui suffit amplement. Il semble avoir accédé au maximum de ses compétences au moment où il accueille le jeune Duchesne ; il accueille volontiers des étudiants, mais ne profite pas en retour de leur apport. Nulle trace de travaux, aucun détail sur les expériences effectuées, comme si le temps avait tout effacé. Le professeur Roux a fait le minimum comme directeur de thèse, il l'a enregistrée en 1905, il l'a classée, puis il l'a oubliée. Roux, préoccupé par ses propres publications, n'a pas perçu l'aspect novateur des recherches de Duchesne. Néanmoins, la thèse de Duchesne reste la seule publication qu'il fit ou dirigea sur l'antagonisme microbien[8].
- La communauté scientifique n'était peut-être pas prête à accepter cette découverte, à l'instar des travaux de Pasteur, qui ont nécessité plusieurs années avant d'être reconnus[9].
- Les autres médecins, hygiénistes, enseignants qui ont eu vent de la thèse ou ont assisté à sa soutenance n'ont rien décelé[8]. « Duchesne viendra travailler dans ce milieu pendant plus d'un an sans que son passage ait, semble-t-il, été remarqué[10]. »

## Hommages
Un timbre à son effigie, avec la représentation de spores de Penicillium, a été émis par la poste monégasque en 1974.
Une rue de Marseille est nommée d'après lui.

## Travail similaire resté dans l'oubli
Peu auparavant, en Italie, un médecin de la marine italienne effectuait des recherches similaires. Vincenzo Tiberio était arrivé à peu près aux mêmes résultats que Duchesne. Il les publia en 1895 sous le titre Sugli estratti di alcune muffe (Sur les extraits de quelques moisissures).